# Oregon, Missouri
Oregon är administrativ huvudort i Holt County i Missouri. Orten fick sitt namn efter Oregonterritoriet. Countyt grundades år 1841 och Oregon utsågs till huvudort. Först hette orten Finley men den 22 oktober 1841 beslutade countyts domstol om att huvudorten ska döpas om till Oregon.